# Stürme der Leidenschaft
Stürme der Leidenschaft ist ein 1931 gedrehter deutscher Kriminalfilm von Robert Siodmak mit Emil Jannings und Anna Sten in den Hauptrollen.

## Handlung
Wegen guter Führung werden dem verurteilten Ganoven Gustav Bumke drei Monate seiner Strafe erlassen und er darf vorzeitig die Justizvollzugsanstalt Plötzensee verlassen. Gleich sein erster Weg führt ihn zu seiner Freundin Anna, wegen ihrer Herkunft von allen nur Russen-Anna genannt, da er sich ihrer Treue und Liebe zu ihm sicher glaubt. Bumke, ein eher schlichtes Gemüt, bemerkt nicht, dass seine kokette und leichtlebige, verführerische und oberflächliche Anna eine falsche Schlange ist, die ihn nach Strich und Faden betrügt. Ihr derzeitiger Liebhaber ist der Fotograf Ralph Kruschewski, der von Anna auch Aktfotos hergestellt hat. 
Bumkes alte Kumpanen wollen den frisch Entlassenen zu einem neuen Banküberfall überreden, doch Bumke rät ihnen dringend davon ab, ist er selbst auch nicht sonderlich scharf darauf, erneut hinter Gitter zu müssen. Doch man schlägt seine Bedenken in den Wind, und prompt geraten die Ganoven in die Klemme, aus der nur Gustav sie heraushauen kann. Um sich selbst für die Tatzeit ein Alibi zu besorgen, geht er sofort auf das Fest des so genannten „Sparverein“ in Berlin-Treptow, eine Alibiveranstaltung der Berliner Halb- und Unterwelt. Dort wird auch eine Tombola veranstaltet. Als erster Preis einer Tombola winkt ein Hermelinmantel, auf den Anna sehr erpicht ist. Doch Russen-Anna hat Pech, das Tierfell geht an eine andere Dame. Daraufhin machte die verwöhnte Russin ihrem Gustav derart die Hölle heiß, dass dieser sich genötigt fühlt, nunmehr auf Diebestour zu gehen, um für sie einen anderen Pelz zu „organisieren“. Während Gustav unterwegs ist, um das gute Stück zu stehlen, hat Anna nichts Besseres im Kopf, als diesen erneut mit Ralph zu betrügen.
Der junge Willy Prawanzke, einst ein Fürsorgekind, um das sich Bumke vor geraumer Zeit gekümmert hat, beobachtet das Pärchen und erzählt Bumke gleich bei dessen Rückkehr von Annas Fremdgang. Der will sich nun augenblicklich Kruschewski vorknöpfen. Auf einer Aussichtsplattform des Gasthauses kommt es zu einer heftigen Rangelei, bei der der Fotograf in die Tiefe stürzt und stirbt. Jetzt gilt Bumke als Mörder. Die Polizei aber ist derzeit mit dem Pelzdiebstahl beschäftigt, und so will der erfahrene Kriminalkommissar Goebel, der seine Pappenheimer kennt, Bumke diesbezüglich befragen. Der glaubt natürlich sofort, dass die „Schmiere“ wegen des Todes Kruschewskis anrückt und flieht augenblicklich über die Dächer seiner Stadt. In einem Versteck findet Gustav vorübergehend ein Quartier, versorgt von seinem treuen Schützling Prawanzke. Der aber ist auch nur ein Mann und kann bald Annas nunmehr auf ihn fokussierten Verführungskünsten nicht widerstehen. Anna befindet, dass für eine gemeinsame Zukunft mit Willy Gustav nur stören würde und verrät dessen Versteck an die Polizei. Es kommt zu einem Prozess, an dessen Ende 16 Jahre Gefängnis auf Gustav Bumke warten. Anna und Willy glauben sich nun vor ihm sicher.
Wider Erwarten taucht Gustav, der bei dem Gefangenentransport ausgebrochen ist, aber vor dem neuen Paar auf, rasend vor Zorn und Eifersucht, schwer getroffen von dem doppelten Treuebruch und Verrat. Bumke und Willy beginnen sich zu raufen, doch ehe es zu einem weiteren Unglück kommen kann, erscheint die Polizei und bringt die beiden Kampfhähne auseinander. Zutiefst desillusioniert und von Annas schlechtem Charakter überzeugt wird Gustav Bumke plötzlich ganz ruhig und lässt sich widerstandslos abführen. In ihm ist die Erkenntnis gereift, dass ein Leben im Knast noch immer besser ist als an der Seite dieser Schlange Anna.

## Produktionsnotizen
Stürme der Leidenschaft entstand zwischen dem 14. September und den 13. November 1931 und wurde in den UFA-Ateliers in Neubabelsberg abgedreht. Die Uraufführung fand am 22. Januar 1932 im Wiener Ufa-Ton-Kino statt, an der Emil Jannings persönlich teilnahm. Einen Tag später konnte man den Film, der eine Länge von 2834 Metern besaß, auch in Berlin sehen. Ein Jugendverbot für den Zehnakter wurde ausgesprochen.
Max Pfeiffer diente dem Produzenten Erich Pommer als Produktionsleiter. Die Texte zu Friedrich Hollaenders Kompositionen stammen aus der Feder von Richard Busch, Robert Liebmann und Hollaender selbst, die musikalische Leitung lag in den Händen von Gérard Jacobsen. Die Filmbauten entwarf Erich Kettelhut, die Kostüme stammen aus der Hand von René Hubert. Fritz Thiery sorgte für den Ton. Der Schnittmeister Viktor Gertler diente auch als Siodmaks Regieassistent.
Für Otto Wernicke bedeutete dieser Film einmal mehr eine Kommissarenrolle, die er in den frühen 1930er Jahren, also nahezu zeitgleich, auch in Fritz Langs Meisterwerken M und Das Testament des Dr. Mabuse spielen sollte. Für Anna Sten wiederum war dies ihre letzte deutsche Produktion, ehe sie nach Hollywood auswanderte.
Es wurden zwei Musiktitel eingespielt:
- Ich gehe nie mehr mit Matrosen (Text: Busch und Hollaender)
- Ich weiß nicht, zu wem ich gehöre (Text: Hollaender und Liebmann)

Besonders letztgenanntes Lied, das von Anna Sten intoniert wurde, entwickelte sich zu einem Evergreen und wurde später von zahlreichen anderen Sängerinnen (z. B. Marlene Dietrich, Daliah Lavi und Meret Becker) und Sängern (Udo Lindenberg) gecovert.
Für den französischen Markt wurde mit Tumultes zeitgleich auch eine französischsprachige Fassung mit Charles Boyer in der Hauptrolle gedreht. Lange Zeit galt das deutsche Original als verschollen, bis in Japan eine Kopie von Stürme der Leidenschaft entdeckt wurde.

## Kritiken
In der Österreichischen Film-Zeitung hieß es am 30. Januar 1932: „Jannings, einer der größten Menschendarsteller des Films, bot neuerdings eine erstaunliche Leistung. Die große Skala seiner Ausdrucksmöglichkeiten muß immer wieder verblüffen, von behaglicher Ruhe bis stürmischer Leidenschaft, Rachelust, Verachtung, alles was es im weiten Reiche menschlicher Empfindungen gibt, kommt im Spiel dieses Künstlers zur Geltung. (…) Anna Sten weiß die Rolle des triebhaften Weibes, dem die Männer nur Spielzeug sind, glaubhaft zu gestalten.“
Paimann’s Filmlisten resümierte: „Unterwelt-Milieu, echt gezeichnet, als Nährboden eines primitiven Konfliktes, den Jannings virtuose Leistung näherbringt. In einigem Abstand die Sten. Glänzend gesehene Typen. Die Regie hält den berlinisch gefärbten Dialog knapp, läßt dafür mehr ausspielen. Milieugetreue Bauten, ausgeglichener Ton, sorgfältige Photographie.“
Auf filmmuseum.at ist zu lesen: „Der Höhepunkt von Anna Stens deutscher Karriere und ein entscheidender Übergangsfilm im Werk von Siodmak – am Weg vom poetischen Realismus zu klaustrophobisch-dunkler Stilisierung.“